# Deal Island
Deal Island és una concentració de població designada pel cens dels Estats Units a l'estat de Maryland. Segons el cens del 2000 tenia 578 habitants.

## Demografia
Segons el cens del 2000, Deal Island tenia 578 habitants, 240 habitatges, i 165 famílies. La densitat de població era de 68,7 habitants per km².
Dels 240 habitatges en un 20% hi vivien nens de menys de 18 anys, en un 57,1% hi vivien parelles casades, en un 7,9% dones solteres, i en un 31,3% no eren unitats familiars. En el 25,8% dels habitatges hi vivien persones soles el 13,3% de les quals corresponia a persones de 65 anys o més que vivien soles. El nombre mitjà de persones vivint en cada habitatge era de 2,41 i el nombre mitjà de persones que vivien en cada família era de 2,94.
Per edats la població es repartia de la següent manera: un 21,3% tenia menys de 18 anys, un 5,7% entre 18 i 24, un 20,6% entre 25 i 44, un 33,6% de 45 a 60 i un 18,9% 65 anys o més.
L'edat mediana era de 47 anys. Per cada 100 dones de 18 o més anys hi havia 97,8 homes.
La renda mediana per habitatge era de 33.490 $ i la renda mediana per família de 38.571 $. Els homes tenien una renda mediana de 30.592 $ mentre que les dones 24.219 $. La renda per capita de la població era de 13.936 $. Entorn del 4,1% de les famílies i el 8% de la població estaven per davall del llindar de pobresa.

## Poblacions més properes
El següent diagrama mostra les poblacions més properes.